# Joel Schumacher
Joel Schumacher (n. 29 august 1939, New York City, SUA – d. 22 iunie 2020, New York City, SUA) a fost un producător de filme, scenarist și regizor american. A colaborat în filmele regizate de el cu unii dintre cei mai cunoscuți actori americani: Robert de Niro, Cate Blanchett, Susan Sarandon, Anthony Hopkins, Kiefer Sutherland, Nicolas Cage, Nicole Kidman, Drew Barrymore, Diane Keaton și nu doar cu ei. A fost nominalizat în 1999, la Festivalul Internațional de Film de la Berlin, pentru Ursul de Aur, cu thrillerul 8MM, avându-l ca protagonist pe Nicolas Cage.

## Biografie
Joel Schumacher s-a născut în New York City, urmează cursurile școlii School of Design. A început să lucreze ca designer de modă. Regiza sau scria scenariul pentru o serie de filme, printre care filmul de succes Car Wash (1976).

## Filmografie
- The Incredible Shrinking Woman (1981)
- D.C. Cab (a.k.a. Street Fleet) (1983)
- St. Elmo's Fire (1985)
- The Lost Boys (1987)
- Cousins (1989)
- Dincolo de moarte (1990)
- Dying Young (1991)
- Cădere liberă (1993)
- The Client (1994)
- Batman Forever (1995)
- Vremea răzbunării (1996)
- Batman & Robin (1997)
- 8mm (1999)
- Doi oameni perfecți (1999)
- Tigerland (2000)
- Bad Company (2002)
- Phone Booth (2003)
- Veronica Guerin (2003)
- The Phantom of the Opera (2004)
- Numărul 23 (2007)
- Blood Creek (2009)[9]
- Twelve (2010)